# Arden Cho
Arden Cho (Amarillo, 16 de agosto de 1985) é uma atriz, cantora, compositora e modelo norte-americana de origem coreana. Ela é mais conhecida mundialmente por seu papel como Kira Yukimura na série de televisão Teen Wolf, exibida pela MTV. Ela estrelou em 2011 o filme Mega Python vs. Gatoroid. Também em 2011, Cho atuou nos 35 minutos do programa "Agents of Secret Stuff" do Youtube, apresentado por Nigahiga e Wong Fu Productions. Em 2014, teve uma participação em um episódio da sexta temporada da série americana Castle.

## Biografia
Nascida na cidade de Amarillo no Texas, como filha de pais coreano-americanos. Cho passou a maior parte de sua infância na cidade de Dallas e seus últimos anos da adolescência no estado de Minnesota, juntamente com o seu irmão mais novo. No Ensino Médio seus pais à colocaram em aulas de dança, artes marciais, esportes, pintura, música, violoncelo. Cho cresceu em um lugar com poucas minorias étnicas e sentia-se como uma estranha.
Em 2003, a Arden Cho graduou-se no ensino médio pela escola de "Apple Valley Sr. High School", localizada em Apple Valley no Minnesota. Logo depois Arden entrou para a Universidade de Illinois em Urbana-Champaign, onde acabou graduando-se em 2007, em psicologia, além de estudar teatro.
Em 2004, Cho entrou e ganhou o concurso de Miss Coreia, em Chicago, dando-lhe a oportunidade de participar do Miss Coreia Pageant em Seoul, na Coreia do Sul. Este último revelou-se uma experiência decepcionante, pois foi convidada a perder peso e fazer outros ajustes na sua aparência. Em 2007, após de formar da universidade, passou o verão no Quênia em uma viagem humanitária de dois meses. Após seu retorno do Quênia, decidiu se mudar para a cidade de Los Angeles, para tentar seguir com a carreira de atriz.

## Carreira

### Modelo
Em 2010, a marca de cosméticos Clinique anunciou Cho como modelo para a sua mais nova campanha publicitária na Ásia. A campanha foi lançada em meados de novembro de 2010. Clinique foi relatado para ter afirmado que "selecionado Cho não porque ela era coreana, mas porque ela tinha a beleza para representar a Ásia". Cho modelado para Reebok Coreia em 2010 e para a Nike Japão, em 2008. Ela também foi modelado para a Apple e Alexander McQueen e apareceu na Vogue, Purple Fashion e Nylon Magazine.

### Cinema e Televisão
Trabalhando como atriz, a Arden Cho já apareceu em filmes, séries de televisão e comerciais nos Estados Unidos e na Ásia.
A partir de janeiro de 2014, Arden Cho ficou mais conhecida mundialmente por seu papel como Kira Yukimura, uma kitsune-trovão, na série de televisão de "Teen Wolf (3.ª temporada)", exibida pela MTV, onde aparece a partir da segunda metade da terceira temporada. Sua personagem aparece como uma garota nova que era da Cidade de Nova Iorque antes de ir pra Califórnia, e que desconhece ser uma kitsune-trovão, e passa a ser o novo interesse romântico do protagonista Scott MacCall (interpretado por Tyler Posey). Depois, Arden passou a integrar o elenco principal de Teen Wolf (4.ª temporada), e seguiu no elenco principal em Teen Wolf (5.ª temporada); até que a sua personagem "Kira" deixou a série no último episódio da quinta temporada.
Em 2011, Arden apareceu no papel de “Pru”, uma amiga de “Paige McCullers” (interpretada por Lindsey Shaw) na série de televisão Pretty Little Liars, exibida pela ABC Family; ela aparece em um único episódio na 1 ª temporada no episódio 20, que leva o título original em inglês de "Someone to Watch Over Me", e que foi ao ar pela primeira vez em 7 de Março de 2011 nos Estados Unidos.
Em 2011, Arden também apareceu no papel de “Gia” no filme monstro Mega Python vs. Gatoroid, que dirigido por Mary Lambert.
Em 2009, Cho apareceu na série de televisão "CSI: NY ", exibida pela CBS, onde aparece na 5ª temporada no episódio 19, episódio esse que leva o título em inglês de "Communication Breakdown", e que foi ao ar pela primeira vez em 25 de março de 2009; onde a Arden aparece no papel de apoio de “Gahee Paik”, a filha de um pai coreano suspeito de assassinato.
Em 2008, Cho desempenhou o papel principal de adulto do Hyori (a versão mais nova que está sendo jogado por Megan Lee) no curta-metragem My First Crush, dirigido por Rocky Jo.
Em 2010, Arden também apareceu na websérie KTown Cowboys. Em 2011, Cho também estrelou o curta-metragem de 35 minutos intitulado de “Agents of Secret Stuff” do YouTube.
Em 2014, ela também apareceu como a personagem "Kiara" na série de televisão Castle.

### Música
Em 22 de fevereiro de 2011, Cho lançou o single "I’m Just a Girl" no iTunes. Cho foi a co-escritora, compositora e cantora no single; Ed Huang foi co-roteirista e produtor musical. Em 25 de fevereiro de 2011, Cho publicou um auto-produzido videoclipe para o single no YouTube com Tim Lacatena. Os vídeos musicais com suas colaborações com outras figuras do YouTube, incluindo Gerald Ko, Jason Chen, Ken Salomon e Megan Lee aparece em sua outra conta ardenBcho YouTube, mais informal. Outra colaboração musical a qual Cho emprestou sua voz é a música Mark Allen não-comercial "I Once Knew."

## Filmografia
| Ano  | Título                         | Papel                  | Notas                                         |
| ---- | ------------------------------ | ---------------------- | --------------------------------------------- |
| 2006 | The Break-Up                   | Convidado da festa VIP |                                               |
| 2008 | My First Crush                 | Grown Up Hyori         | Curta Metragem                                |
| 2008 | Hoodrats 2: guerreiros Hoodrat | Miriam                 |                                               |
| 2008 | Spy Games                      | Tanya                  | Curta Metragem                                |
| 2009 | Layover, on the Shore          | Laura                  | Curta Metragem                                |
| 2009 | Forgotten                      | Jane Doe               | Curta Metragem                                |
| 2009 | When Lara Met Charlie          | Arden                  | Documentário Curta                            |
| 2010 | The Grey Coat                  | Jae Hee                | Curta Metragem                                |
| 2011 | Mega Python vs. Gatoroid       | Gia                    |                                               |
| 2011 | Agents of Secret Stuff         | Taylor                 | Protagonista; Filme de 35 minutos; do YouTube |
| 2012 | Mandevilla                     | Min Young Kim          | Curta Metragem                                |
| 2013 | Olympus Has Fallen             | Atiradora Coreana      | Não creditada                                 |
| 2013 | The Baytown Outlaws            | Anjo                   |                                               |
| 2014 | Flexx                          | R.O.S.A. Agent Ogawa   | Pós-Produção                                  |
| 2015 | Stuck                          | Alicia                 | Filmando                                      |
| 2018 | Honored                        | Honr                   |                                               |

| Ano       | Título              | Papel          | Notas                                                                                 |
| --------- | ------------------- | -------------- | ------------------------------------------------------------------------------------- |
| 2008      | Mad Tv              | Apoiar o Papel | Temporada 13, Episódio 11                                                             |
| 2009      | CSI: NY             | Gahee Paik     | 1 episódio: "Communication Breakdown"                                                 |
| 2011      | Pretty Little Liars | Pru            | 1 episódio: "Someone to Watch Over Me"                                                |
| 2011      | Rizzoli & Isles     | Lee            | 1 episódio: "My Own Worst Enemy"                                                      |
| 2012      | Walking the Halls   | Kylie          | Filme                                                                                 |
| 2014-2016 | Teen Wolf           | Kira Yukimura  | Elenco recorrente (Season 3B) Elenco principal (Season 4-Season 5) Total 24 episódios |
| 2014      | Castle              | Kiara          | 1 episódio: "The Way of the Ninja"                                                    |
| 2015      | Hawaii Five-0       |                | 1 episódio: "Kuka'awale (Stakeout)"                                                   |
| 2017      | "Chicago Med"       | Emily          | Elenco recorrente (Season 3)                                                          |

| Ano  | Título                 | Papel             | Notas                                                                                                 |
| ---- | ---------------------- | ----------------- | --- |
| 2010 | KTown Cowboys          | Sarah             | "Como ir K-Clubbin", "Um amigo é um amigo é um amigo", "Como ser impressionante em Karaoke", "Finale" |
| 2012 | Video Game High School | Korean TV Hostess | Episódio 1                                                                                            |